# Andy Pessoa
Andrew Stephan Pessoa (ur. 30 października 1995 w Kearney) – amerykański aktor.

## Filmografia
- Fishy (2006) jako Billy
- If I Had Known I Was a Genius (2007) jako Gifted Kid #2
- Let’s Play (2007) jako Jimmy
- Wish (2008) jako Noah
- Ciało bardzo niepedagogiczne (2008) jako Walter
- Happiness Is A Warm Blanket, Charlie Brown (2011) jako Shermy
- When We Were Pirates (2012) jako Marvin
- It's Always Sunny in Philadelphia (2006) jako Duck’s team kid
- Hannah Montana (2006) jako Mały Oliver Oken
- Dwóch i pół (2006) jako Andy
- Medium (2006) jako Ian Bankova
- Hoży doktorzy (2007) jako Bobby
- Na imię mi Earl (2008) jako Mały Kenny
- Czarodzieje z Waverly Place (2008) jako Alfred
- Chuck (2009) jako Mały Morgan
- Zeke i Luther (2009) jako Garrett „Śmerdziuch” Delfino
- Tytan Symbionik (2010) jako Gabriel
- Transformers: Prime (2011) jako Raf Esquivel
- Bucket & Skinner's Epic Adventures (2011) jako A.V. Kid